# Fallout
Fallout: A Post Nuclear Role Playing Game (з англ. Радіоактивні опади: постядерна рольова гра) — рольова відеогра на тему постапокаліпсису, розроблена і видана компанією Interplay Entertainment в 1997 році. Стала першою грою серії і дала їй назву. 
Події гри розгортаються у світі XXIII століття, що повільно відроджується після ядерної війни. Головний герой, Виходець зі Сховища, покидає підземний комплекс, де живуть уцілілі люди, щоб знайти пристрій, який забезпечить Сховище чистою водою. Йому належить опинитися на повній небезпек поверхні, врятувати рідний дім і завадити мутанту Повелителю перетворити на мутантів всіх людей.
Fallout є однією з найвідоміших ігор постапокаліптичного жанру. У 2007 році, через 10 років після виходу гри, сайт IGN зазначив Fallout в числі 25 найкращих ПК-ігор всіх часів, присудивши їй п'яте місце.

## Ігровий процес

Виходець зі Сховища в одному з селищ Пусток

### Основи
На свій час головною особливістю ігрового процесу Fallout було те, що гравець володіє повною свободою дій. З самого початку гри його персонаж, Виходець зі Сховища, опиняється в повному небезпек і пригод світі і вільний робити все, чого забажає — подорожувати, шукати особистої вигоди або допомагати іншим, вести законослухняне або ж злочинне життя, виконувати чиїсь доручення. Час гри нічим не обмежений, крім ключового сюжетного завдання (квесту).

### Подорожі ігровим світом
Основна дія гри розгортається на окремих локаціях (міста, підземелля, військові бази та ін.), розкиданих спустошеном світом. Тут персонаж гравця виконує квести, спілкується і торгує з неігровими персонажами, отримує корисну і просто цікаву інформацію. Перехід між віддаленими локаціями здійснюється на мапі світу. У будь-який момент переміщення можна зупинитися і перейти в поточне місце мапи, як в локацію (залежно від місцевості в даній точці може бути пустеля, гори тощо). Іноді на глобальній мапі відбуваються випадкові зустрічі з доброзичливцями або ворогами. На початку гри відоме місце розташування тільки двох локацій (Сховища 13 і 15); під час спілкування з персонажами або в ході самостійного дослідження глобальної мапи поступово виявляються інші локації.
Вся отримувана в грі інформація заноситься в «Піп-Бой» (Pip-Boy) — КПК головного героя. Він же служить для читання голодисків — цифрових носіїв інформації, від таємних кодів до щоденників, які можна відшукати в різних місцях ігрового світу.
Гра на локаціях триває в режимі реального часу, при потребі за допомогою Піп-Боя можна пропустити якийсь відтинок часу. При переміщенні по глобальній мапі хід часу різко прискорюється. У Fallout відсутня зміна погоди, але є зміна дня і ночі. Деякі місцевості заражені радіацією, що погіршує стан персонажа. Тимчасово протистояти радіації можливо прийомом спеціальних медичних препаратів.

### Розвиток персонажа
Розвиток особистості керованого гравцем персонажа, Вихідця, можливий в міру набуття ним досвіду. Очки досвіду даються за виконання квестів, отримання важливої інформації, успішне застосування навичок і за будь-яке вбивство. Нерідко різні способи виконання квесту дають різну кількість досвіду. Коли накопичені очки досвіду досягають певного рівня, Виходець отримує черговий рівень розвитку, що трохи збільшує його очки життя і дає бали, які можна на свій розсуд розподілити для збільшення рівня харакетристик персонажа.
Весь розвиток базується на системі S.P.E.C.I.A.L. (Strength, Perception, Endurance, Charisma, Intelligence, Agility, Luck), яка враховує такі основні характеристики як: сила, чуття, витривалість, харизма, інтелект, спритність, удача. Вони можуть мати значення від 1 до 10.
Через кожні три або чотири рівні досвіду дозволяється вибрати додатковий бонус (перк), який визначає, крім основних характеристик, спеціалізацію персонажа в якійсь зі сфер життя. Деякі перки дуже важливі, в той час як інші майже безглузді.

### Взаємодія зі світом
Гравець має в своєму розпорядженні величезний набір дій, що забезпечує нелінійність проходження гри. Так можна обшукувати шафи, столи, трупи людей і тварин, відкривати і закривати незачинені двері, спробувати вчинити крадіжку в будь-якого персонажа (не обов'язково зі вдалим результатом). У певних місцях можна торгувати, продаючи, купуючи і обмінюючи предмети. Будь-яке створіння можна атакувати голими руками або зброєю, застосовувати різноманітні предмети з різними наслідками — наприклад, якщо застосувати на людині алкогольний напій, то у неї знизиться сприйняття, що полегшує крадіжку, можна навіть запустити сповільнену бомбу і підкласти її комусь у кишеню. З частиною персонажів можна говорити. У ході гри Вихідцеві доведеться зламувати двері, працювати з комп'ютерами, виявляти пастки, лагодити речі, для всього цього необхідна наявність відповідних умінь.
Взаємодіяти з довколишніми персонажами можна різним чином. Розмова можлива не з усіма; прості мешканці при зверненні до них будуть видавати стандартні малозначні фрази. Розмова з персонажем полягає у виборі одного з декількох пропонованих варіантів фраз, кількість яких залежить від рівня інтелекту і досвіду розмови персонажа. Співрозмовник реагує на сказане, повністю припиняючи спілкування після образливої фрази або ж повідомляючи нову інформацію при вмілій побудові розмови. У низці випадків ставлення інших людей до Вихідця зі Сховища залежить від його попередніх вчинків і загального рівня репутації; при певному розвитку подій деякі персонажі можуть взагалі відмовитися говорити з ним або ж будуть відразу хапатися за зброю.
Під час переміщення по глобальній мапі час від часу (пропорційно до Удачі і залежно від району мапи) відбуваються випадкові зустрічі. При достатній навичці «Блукача» гравцеві може бути запропоновано уникнути зустрічі. Зустріч відбувається на локації, відповідно до поточної місцевості. Зустріти в пустелі можна кого завгодно: купецький караван, самотнього мандрівника, диких тварин або бандитів. З купцями і подорожніми можна торгувати, з дикими тваринами і бандитами потрібно вступати в бій чи спробувати втекти.
Існують також особливі зустрічі (Special Encounters), що відбуваються досить рідко (ймовірність багато в чому залежить від великого значення Удачі). Деякі з них небезпечні, деякі можуть дати щось корисне, а деякі — просто жарти авторів гри.
У грі є кілька персонажів, яких при бажанні можна взяти з собою. Їм можна передати частину вантажу і спорядження, а також задати їх поведінку в бою. Примітно, що вага, яку здатний переносити NPC, нічим не обмежена, і не накладається ніякого штрафу за перевищення межі, встановленої параметрами S.P.E.C.I.A.L. для протагоніста. У бою поплічники діють самостійно, але відповідно до наперед заданої лінії поведінки. Максимальна кількість супутників визначається харизмою головного героя; після того, як набрана максимальна команда, інші персонажі не захочуть приєднуватися до неї. Загибель поплічників ніяк не відбивається на розвитку основного сюжету гри.

### Бої
Якщо керований гравцем персонаж наближається до недружелюбної істоти, провокує її, гра переходить у режим бою на полі з шестикутною розміткою. Той, хто починає бій, отримує перевагу першої атаки, надалі черговість ходів визначається так званим Порядком дії персонажа, залежним від пареметру реакції персонажа. Реакція є похідною характеристика від чуття в S.P.E.C.I.A.L. і вираховується множенням її на 2. Якщо реакція противників однакова, гра визначає чергу дій спритністю, удачею або випадково, якщо характеристики для порівняння закінчуються. Один хід кожного персонажа прирівнюється до 5 секунд реального часу, але в самій грі можна необмежено довго обдумувати дії. При цьому кожен персонаж має на хід очки дій, які витрачає на переміщення, стрілянину, удари, перезарядку зброї і т. д. Коли очки дій витрачені, право ходу отримує інший, згідно черги.
Ефективність боїв визначається рівнем параметрів у S.P.E.C.I.A.L., особистими якостями і спорядженням та озброєнням. Кожний вид зброї має свої обмеження і переваги, наприклад, стрілецька зброя володіє максимальною дальністю пострілу і точністю, але нею можна завдати точних пострілів у обрану частину тіла ворога. Відповідно поранення в ногу позбавляє ворога можливості добре рухатися, в руку — користуватися холодною зброєю тощо. Існує певна ймовірність завдати в бою критичних ушкоджень, більших за стандартні для обраного типу зброї. Але так само можливі і несподівані проблеми, як втрата боєприпасів або випадкове поранення союзника.
Після бою з убитих ворогів можливо зняти спорядження і зброю, частини тіла (як отруйні залози скорпіонів). Крім того персонаж отримує в боях досвід, необхідний для свого розвитку.

## Світ Fallout
Дія гри відбувається в далекому постапокаліптичному і ретрофутуристичному майбутньому в Пустках (англ. Wastelands), що виникли на місці західної частини США. Війна між США і Китаєм за останні нафтові джерела закінчилася взаємним масованим ядерним ударом 23 жовтня 2077 року. Крім того через війни стався витік і бактеріологічної зброї — вірус FEV (вірус примусової еволюції) і через багато років після війни присутній в атмосфері, хоча і в дуже незначній концентрації. Після цього велика частина населення Землі вимерла. Деяким американцям вдалося врятуватися в заздалегідь зведених Сховищах (англ. Vault), кожне з яких вміщувало по 1000 людей. Стежити за порядком у притулках повинні були Наглядачі (англ. Overseer). Тепер деякі Сховища відкриваються і їхні жителі виходять на поверхню, стикаючись із небезпеками радіації, вцілілих жителів США та мутантами. Час подій Fallout — 2161—2162 роки, місце дії охоплює Південну Каліфорнію. Про долю решти світу майже нічого невідомо.
На час подій гри більшість довоєнної техніки непридатна для використання, наприклад, немає жодного справного літального апарата або автомобіля. В багатьох містах владу захопили злочинні угруповання вцілілих, багато людей здичавіли і повернулися до племінного устрою суспільства. Населення найбільших поселень не перевищує десяти тисяч душ. Однією із впізнаваних особливостей Fallout є використання постядерним суспільством кришечок від пляшок як грошей.
Крім людей світ гри населений мутантами, які діляться на 2 види — гулів (ghouls), що зовні схожі на мерців, або зомбі, добре переносять радіацію і є довгожителями, і супермутантів, істот величезного зросту і фізичної сили, але з низьким інтелектом. Один від одного ці два види мутантів відрізняються причинами мутації. Гулями стали люди, спотворені великою дозою радіації, а вірус FEV, що знаходиться в малій концентрації в атмосфері, не дає їм померти. Супермутантами стали ті, що мали контакт з вірусом FEV високої концентрації. Різке зниження інтелекту при метаморфозі людини в супермутанта відбувається тільки в тому випадку, якщо людина попередньо отримала радіоактивне опромінення, у протилежному випадку супермутант перевершував людину і в інтелектуальних здібностях. Обидва види мутантів живуть набагато довше за людей, але стерильні (не можуть мати нащадків). Крім того, мутантами є майже всі тварини, як двоголові корови — браміни, та велетенські скорпіони.

## Сюжет
Сюжет гри нелінійний, що дає можливість проходити її різноманітними способами і отримувати різні фінали. Тут описано найпоширеніший варіант проходження гри «добрим» персонажем.
Сюжетна лінія Fallout заснована на пригодах Вихідця зі Сховища (англ. Vault Dweller) (до початку гри гравець може сам обрати ім'я), жителя Сховища 13, який отримує завдання знайти водяний чип, щоб врятувати рідне Сховище від нестачі води. Сховище 13 мало б за планом відкритися тільки через 200 років після ядерної війни, та під загрозою швидкої загибелі мешканці були вимушені відправити Вихідця на пошуки. В нього є тільки 150 днів на знаходження чипа, поки його домівка не стане непридатною для життя.
Відсутність контактів з зовнішнім світом призвела до того, що в Сховищі 13 знали місце розташування тільки одного пункту в зовнішньому світі — Сховища 15. Саме туди і прямує головний герой, однак на півдорозі зустрічає поселення Шейді Сендз, засноване нащадками мешканців Сховища 15. Там він зустрічає охоронця торгових караванів, Яна, і від нього дізнається місце розташування міст Джанктаун і Хаб. Ян може стати супутником Вихідця — для цього потрібно найняти або переконати його діяти разом. Виконавши завдання з винищеннямутованих скорпіонів в печері за містом, Виходець повертається в Шейді Сендз і дізнається про викрадення рейдерами доньки голови поселення, Арадеша — Танді. Він прямує на базу бандитів і рятує Танді (в залежності від власного бажання і властивостей свого персонажа гравець може перемогти ватажка рейдерів у поєдинку навкулачки, вмовити його відпустити Танді, залякати його, перебити рейдерів або ж заплатити за дівчину викуп).
Прибувши в Сховище 15, Виходець виявляє, що воно давно покинуте й занедбане, а водяний чип слід шукати в іншому місці. З цієї миті гравець може прамувати або в Хаб, або в Джанктаун.
В Джанктауні герой допомагає меру Кілліану розібратися з очільником казино Ґізмо (існує альтернативний варіант проходження, в якому він вбиває Кілліана на замовлення Ґізмо) і злочинною ватагою Skulz. Також він зустрічає тут пса Доґміта (Dogmeat), який стає його вірним спільником, і рейнджера Тайко (Tycho), який також приєднується до Вихідця. Крім того, в Джанктауні існує можливість викриття доктора Морбіда, який поставляє в Хаб на поживу людське м'ясо.
Прибувши в Хаб, Виходець домовляється зі впливовими водокупцями про постачання води в рідне Сховище, що дозволяє йому протягнути ще 100 днів. Також тут він зустрічає мутанта, гуля Гарольда, і дізнається від нього про існування бази супермутантів, які тероризують Пустку. В Хабі гравець має можливість влаштуватися на службу до караванників із трьох купецьких компаній: Crimson Caravan, Fargo і Водокупці. Тут же можна вимагати гроші у торгівця «ігуанами на паличці», який насправді отримував м'ясо від доктора Морбіда із Джанктауну. Також в Хабі Виходець вперше зустрічається з сектою «Дітей Собору», яка згодом відіграє в сюжеті гри дуже важливу роль.
Зрештою Виходець знаходить водяний чип у Некрополі і повертається з ним до рідного Сховища 13. Однак Наглядач, стурбований розповідями Вихідця про зовнішній світ, відправляє його в наступну подорож з'ясувати масштаби загрози супермутантів.
Після тривалих поневірянь у Пустці, Виходець викриває базу супермутантів. Долаючи незліченну кількість небезпек, він знищує лігвище цієї загрози людству. Після цього Виходець натрапляє на потворного лідера мутантів Повелителя. Той, мутувавши під дією вірусу FEV, поставив собі за мету зробити мутантами якомога більше людей і побудувати нове суспільство, яке, на його думку, не знатиме війн.
Після знищення Повелителя, Виходець повертається до Сховища 13. Наглядач вітає його із успішним виконанням завдання. Однак той не може йому дозволити повернутися до життя у сховищі, оскільки приклад Вихідця може надихнути молодь на повторення його подвигів, що призведе до розпаду ізольованого суспільства підземного бункера. Тому Виходець змушений вирушити в Пустку для пошуків кращої долі. Гра завершується кількома розповідями про те, якою була подальша доля міст, в яких побував Виходець. Залежно від стилю гри та виконання різноманітних ключових завдань для кожного міста передбачено різні кінцівки.

### Локації Fallout
- Сховище 13 — бункер, офіційно призначений для захисту під час ядерної війни, однак неофіційно був випробувальним полігоном американського уряду — в майбутньому Анклаву — для дослідів над людьми. Типовий бункер, як і інші притулки, розрахований на автономне проживання 1000 людей. Повинен був відкритися через 200 років після початку війни, але поломка системи для очищення води змусила жителів сховища раніше цього терміну відправити на пошуки відсутньої запчастини людину, відому, як Виходець зі Сховища. У Fallout 2 Обраний, один з нащадків Вихідця, повинен повернутися в Сховище 13, щоб знайти інший пристрій, G.E.K.K.

#### Міста
- Шейді Сендз (англ. Shady Sands — Тінисті Піски) — невелике село, засноване вихідцями зі Сховища 15.
- Джанктаун (Junktown, англ. junktown — місто мотлоху) — місто під керівництвом мера Кілліана. Тут розташовано найбільше в пустках казино. Місто оточене валом з решток довоєнних машин. Також є великий бос Ґізмо.
- Хаб (Hub, англ. hub — вузол) — велике купецьке місто, кероване трьома провідними купецькими компаніями — Водокупцями, FarGo і Crimson Caravan.
- Могильник (Boneyard, англ. Boneyard — кістяний двір) — поселення, що виникло на місці Лос-Анджелесу й розділене на 4 райони; центральний з них керується Регуляторами (місцевий аналог поліції), а інші належать різним угрупованням: Blades (Леза), Followers of the Apocalypse (Послідовники Апокаліпсису), Gunrunners (Зброярі).
- Некрополь (Necropolis) — поселення, засноване на місці Бейкерсфілду (реальне місто в США, яке, щоправда, знаходиться на північний захід від Лос-Анджелесу; з точки зору географії реального світу Некрополь відповідає місту Бейкер), населене гулями — мутованими вихідцями зі Сховища 12. Тут панує похмура, гнітюча атмосфера, люди намагаються уникати Некрополя.

#### Інші локації
- Братство сталі (Brotherhood of Steel) — відокремлений бункер нащадків сімей військових, які дезертирували на початку ядерної війни, база однойменної організації. Братство Сталі займається збереженням довоєнних технологій і зброї, а також дослідженням навколишнього світу. Тільки Братство Сталі володіє силовою бронею.
- Собор (Cathedral) — величезна церква, зайнята послідовниками нової релігії — «Діти Собору». Собор стоїть на демонстраційному Сховищі, побудованому до війни компанією Vault-Tec.
- Заграва (Glow) — зруйнована після масивного точкового бомбардування ядерними боєголовками військова лабораторія, яка займалася озброєнням і генетичними дослідженнями. Свою назву це легендарне місце отримало завдяки високому рівню радіоактивності, через який воно світиться ночами на багато кілометрів довкола. У Заграви важка атмосфера, рівень радіації настільки великий, що за лічені хвилини можна отримати смертельну дозу рентгенів. Багато сміливців намагалися потрапити всередину Заграви, послуговуючись довоєнними технологіями і зброєю, але загинули, і тепер їх останки лежать поруч з радіоактивним кратером. Проте, за допомогою достатньої дози антирадіаційних реагентів по території Заграви можна пересуватися без особливих труднощів.
- Військова база (Military Base) — знаходиться в північно-західному куті карти. Саме на Військовій базі проводилися ранні досліди з вірусом ФЕВ (Форсованої еволюції вірус, FEV). 23 жовтня 2077 капітан Роджер Максон дізнався про початок масованого атомного бомбардування, і, оскільки зв'язок із урядом було втрачено, чотири дні по тому він вивів з військової бази уцілілих людей (персонал військової бази та їх сім'ї). Кількома днями раніше він і інші охоронці допитали вчених про їх експерименти з ФЕВ. Вчені були страчені за антигуманні досліди над людьми, хоча вони і запевняли, що виконують урядовий наказ. База пустувала до 23 червня 2102, коли в неї потрапила група Гаролда в пошуках джерела численних мутантів. До приміщення з баками ФЕВ дісталися тільки Гаролд і Річард Ґрей. Гаролд знепритомнів і прийшов до тями вже в пустелі. Річард Ґрей був скинутий маніпулятором робота в бак з ФЕВ і мутував, перетворившись в Повелителя. До приходу на військову базу Вихідця тут створювалися нові супермутанти для армії Повелителя.

### Провідні персонажі Fallout

Повелитель.

- Повелитель.Виходець зі Сховища (Vault Dweller) — головний герой (або героїня) цієї гри. Гравець може обрати його вік на початку гри від 16 до 35 років.
- Арадеш (Aradesh) — лідер поселення Шейді Сендз.
- Танді (Tandy) — дочка Арадеша, яку під час гри головний герой рятує з полону, згодом вона може приєднатися до нього. У другій частині гри Танді, якій на той час виповнилося 96 років (хоча за даними «Біблії Fallout» Танді народилася в 2145 році), — президент Нової Каліфорнійської республіки (New California Republic, NCR).
- Повелитель (Master, ім'я до мутації — Річард Моро, після вигнання з Міста-Сховища змінив прізвище на Ґрей, Richard Gray) — людина, вигнанець зі Сховища 8 (Місто-Сховище) за скоєне ним вбивство. Згодом разом з Гаролдом вирушив у невдалу експедицію на військову базу Маріпоза, де піддався найсильнішій мутації. З цього моменту він влаштувався недалеко від Могильника і створив армію супермутантів. Метою Повелителя було перетворення у мутантів всього населення Землі. Саме він виступає як головний антагоніст першої частини гри.
- Ян (Ian) — охоронець караванів з Хабу, який приєднується до вихідців зі Сховища у самому початку його пригод, в Шейді Сендз. За офіційною версією розробників гри, викладеної у «Спогадах Вихідця зі Сховища» (з керівництва до Fallout 2), Ян загинув у Некрополі (але гра дозволяє інший розвиток подій). Ян запам'ятався також тим, що через слабкий AI зачипав головного героя при стрільбі, стріляв чергами, навіть якщо той перебував на лінії вогню. Примітно, що Ян з'являвся і в другій частині, як напівбожевільний старий — спочатку в Абатстві (локації, не включеної в гру), а потім в Місті-Сховищі (Vault-City) — проте в останній момент за якихось причин він був видалений з фінальної версії.
- Кілліан Даркуотер (Killian Darkwater) — мер Джанктауну і голова місцевої поліції.
- Ґізмо (Gizmo) — власник казино в Джанктауні і лідер місцевої мафії. Смертельний ворог Кілліана Даркуотера.
- Гаролд (Harold) — мутант, що живе в хабі. Брав участь у спільній експедиції з Річардом Ґреєм і разом з ним переніс мутацію (після чого їх шляхи розійшлися). Зовні виглядає так само як і гулі, однак насправді гулем не є, тому що переніс метаморфозу під дією вірусу ФЕВ, як і Ґрей. Цікавий тим, що присутній і в другій частині Fallout, де він очолює поселення гулів Ґекко (також гуль на ім'я Гарольд є одним з доступних для найму персонажів в Fallout Tactics, але, враховуючи ізольованість Заходу і Сходу і «неканонічність» Fallout Tactics, не можна ототожнювати його з персонажем основної гри), в Fallout 3 представлений у вигляді дерева-ідола в поселенні Оазис.
- Сет (Set) — лідер гулів у Некрополі (у другій частині гри можна зустріти його сина, що з'явився ще до війни і також став гулем).

## Розробка

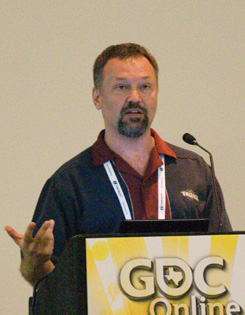
Тім Кейн на GDC 2010

Розробка гри почалася в 1994 році. Спочатку нею займався один Тім Кейн, автор концепції та світу гри, здебільшого пишучи ігровий рушій впродовж шести місяців. Початково він думав створити гру про подорожі в часі, дія якої починалася б в сучасності, але через подорожі в минуле давні мавпи, предки людей, вимерли б і по поверненню протагоніст опинився б у світі, де правлять динозаври. Згодом впродовж трьох років до Кейна приєдналися ще кілька людей, серед яких був Браян Фарго, головний дизайнер і розробник першої відеогри на тему світу після ядерної війни, Wasteland. Він запропонував узяти за основу Wasteland, але з дещо суворішим світом і сучасною спрайтовою графікою. З-поміж назв розглядалися Vault13, Aftermath, Survivor, Postnuclear Adventure і, врешті, Fallout.
Джерелами натхнення слугували такі відеоігри як XCOM, Ultima, Crusader, та настільні ігри WizWar і Gamma World. Крім того дизайнери взяли низку ідеї та образів з романів «Гімн Лейбовіцу» (1960), «Я — легенда» (1954), «На пляжі» (1957), і фільмів «Воїн доріг» (1981), «Хлопець і його собака» (1974), «Наступного дня» (1983), «Заборонена планета» (1956), «Місто загублених дітей» (1995) і «Злітна смуга» (1962). Попередньо в Fallout планували використовувати рольову систему GURPS. Та коли представники компанії Стіва Джексона, творця GURPS, побачили вступ до гри, в якому американський солдат у силовій броні (Power Armor) жорстоко вбиває канадського полоненого, вони обурилися високим рівнем насилля і розірвали угоду. Додатковою підставою стали слова з дизайн-документу: «Ви зможете розстріляти будь-кого у цій грі: людей, тварин, будівлі і стіни. Ви зможете завдавати прицільних пострілів людям, так що будете в змозі поцілити їм у око чи в пах».
Рендер графіки відбувався на комп'ютерах Silicon Graphics у програмі Alias. Крім того застосовувалася звичайна двовимірна графіка та оцифровані пластилінові моделі. Кейн задумував Fallout для DOS, але знаючи про DirectX для Windows, вніс його можливості до бібліотек Fallout.
Fallout стала першою рольовою відеогрою, яка використовувала власні механізми рольової гри, без опори на настільні ігри. Систему, створену за взірцем настільної GURPS, назвали S.P.E.C.I.A.L. — за першими літерами основних характеристик персонажа. В початковому варіанті пропонувалося назвати її A.C.E.L.I.P.S., але асистент Джейсон Суїн висунув ідею саме S.P.E.C.I.A.L., що також означає «Особливий» та характеризує героя гри. Провідний дизайнер Крістофер Тайлор вигадав розвинути ідеї GURPS, ввівши перки, що сильно збільшило варіативність розвитку персонажа. Тім Кейн пізніше говорив, що велика свобода дій у грі зробила Fallout першою «пісочницею» задовго до виникнення цього терміну в відеоіграх. Шестикутна розмітка місцевості була дуже зручною для вираховування відстаней та введення ізометричної перспективи. Переробка GURPS зайняла всього два тижні.
Художник і сценарист Леонард Боярські вигадав одну з відмітних рис Fallout — «балакучі голови» на екранах діалогів, що було реалізовано засобами тривимірної анімації Скоттом Роденгайзером. Спочатку створювалася пластилінова модель, яка оцифровувалася та анімувалася в LightWave 3D. Робота над кожною головою вимагала по 6-8 тижнів праці. На кінець розробки команда творців гри налічувала 30 чоловік.
Гру планувалося випустити в другому кварталі 1997 року для Windows 95. Версії для DOS і Macintosh спочатку розглядалися як дуже ймовірні, але певності у їх доцільності якийсь час не було. Планувалося дати їй рейтинг «T» (для підлітків), але велика кількість зображуваного насилля, згадки наркотиків і сексу змусили підвищити рейтинг до «M» (для дорослих). Восени 1997 року відбувся реліз гри, яка хоча і завоювала популярність серед гравців і високі оцінки критиків, продавалася слабо.

## Цікаві факти
- В «Fallout» міститься текст, якого вистачило б приблизно на 1700 сторінок формату А4, набраного 12-им кеглем. Причому лише 700 сторінок цього тексту — імена і назви.
- Фразу «War. War never changes», що стала символом серії «Fallout», вимовляє актор Рон Перлман.
- У вступному ролику «Fallout» звучить пісня «Maybe»[en] групи «The Ink Spots». Спочатку планувалося використовувати композицію «I Don't Want to Set the World on Fire» (яка стала вступною піснею в Fallout 3) тієї ж «The Ink Spots», але через проблеми з авторськими правами довелося від неї відмовитися. Пісня «A Kiss to Build a Dream On»[en] в «Fallout 2» належить Луї Армстронгу.
- Кріс Авелон (Chris Avellone) (один з провідних розробників) в процесі листування з фанатами настільки захопився поясненням і доповненням фактів світу Fallout, що створив так звану Fallout Bible. Існують десять частин «книги» (з 0 по 9, причому нульова з'явилася пізніше першої і є збіркою частин 1,2,3). По суті, це щось більше, ніж просто FAQ.
- У демоверсії Fallout присутні 62 картинки Vault Boy[10], що не ввійшли у гру.
- Найшвидше проходження гри триває всього 6 хвилин 54 секунди[11].

## Великодні яйця
У іграх «Fallout» вдосталь усіляких «великодніх яєць» (пасхалок).
- У грі є посилання на фільм «Божевільний Макс 2: Воїн Доріг» (пес Dogmeat, супутник Макса, і дизайн бандитської шкіряної куртки без одного рукава).
- Пістолет калібру .223 дуже схожий на зброю з фільму «Той, хто біжить по лезу» (1982).
- Журнал «Guns and Bullets» — посилання на журнал «Guns and Ammo».
- Ментат (англ. Mentat) — посилання на роман Френка Герберта «Дюна» (1965).
- Монстр кентавр Апдайка — Посилання на роман Дж. Апдайка «Кентавр» (1984)[12].
- В одній з особливих зустрічей можна побачити величезний слід лапи з розплющеним чоловічком усередині. Це посилання на мультфільм «Бембі зустрічає Годзиллу» (1969).
- В одній з особливих випадкових зустрічей можна знайти розбиту літаючу тарілку і 2 трупи прибульців поруч із нею. На одному трупі можна знайти «інопланетний бластер» — дуже потужну енергетичну зброю. На іншому — портрет Елвіса Преслі. На самій літаючій тарілці можна прочитати напис «Власність уряду США. При виявленні повернути в Зону 51».
- В одній з особливих випадкових зустрічей можна знайти поліцейську будку, що стоїть посередині пустелі. Це посилання на науково-фантастичний серіал «Доктор Хто», що йде на BBC з 1963.
- Браміни, двоголові корови, є посиланням на індійську міфологію. В Індії коровам поклоняються, а брамін — це англійська назва брахманів[13].

## Саундтрек
Саундтрек до перших двох ігор серії Fallout написав Марк Морган. 10 травня 2010 року його було перевидано разом із саундтреком до Fallout 2 у високій якості в складі альбому «Vault Archives», зрежесованого і зміксованого Владиславом Ісаєвим. Саундтрек не включає пісні «Maybe», яка звучить в інтро гри.
| Fallout The Soundtrack | Fallout The Soundtrack       | Fallout The Soundtrack |
| #                      | Назва                        | Тривалість             |
| ---------------------- | ---------------------------- | ---------------------- |
| 1.                     | «Metallic Monks»             | 03:29                  |
| 2.                     | «Desert Wind»                | 03:25                  |
| 3.                     | «A Traders Life»             | 04:08                  |
| 4.                     | «The Vault of the Future»    | 04:06                  |
| 5.                     | «Industrial Junk»            | 03:29                  |
| 6.                     | «Moribund World»             | 03:08                  |
| 7.                     | «Vats of Goo»                | 03:23                  |
| 8.                     | «City of the Dead»           | 03:29                  |
| 9.                     | «Second Chance»              | 04:08                  |
| 10.                    | «Underground Troubles»       | 03:58                  |
| 11.                    | «City of Lost Angels»        | 03:51                  |
| 12.                    | «Followers Credo»            | 03:03                  |
| 13.                    | «Radiation Storm»            | 04:02                  |
| 14.                    | «Acolytes of the New God»    | 03:22                  |
| 15.                    | «Flame of the Ancient World» | 03:12                  |
| 16.                    | «Khans of New California»    | 03:19                  |
| 57:32                  |                              |                        |

| Vault Archives | Vault Archives                     | Vault Archives |
| #              | Назва                              | Тривалість     |
| -------------- | ---------------------------------- | -------------- |
| 1.             | «Radiation Storm»                  | 03:54          |
| 2.             | «Industrial Junk»                  | 03:06          |
| 3.             | «Khans Of The New California»      | 03:22          |
| 4.             | «Metallic Monks»                   | 03:28          |
| 5.             | «Follower's Credo»                 | 02:42          |
| 6.             | «Vats Of Goo»                      | 03:10          |
| 7.             | «A Trader's Life»                  | 04:00          |
| 8.             | «Moribund World»                   | 03:06          |
| 9.             | «The Vault Of The Future»          | 04:04          |
| 10.            | «Second Chance»                    | 03:46          |
| 11.            | «City Of The Dead»                 | 03:08          |
| 12.            | «Underground Trouble»              | 03:44          |
| 13.            | «City Of Lost Angels»              | 03:35          |
| 14.            | «Flame Of The Ancient World»       | 02:57          |
| 15.            | «Many Contrasts»                   | 03:24          |
| 16.            | «Gold Slouch»                      | 03:24          |
| 17.            | «My Chrysalis Highwayman»          | 01:08          |
| 18.            | «Beyond The Canyon»                | 03:20          |
| 19.            | «Biggest Little City In The World» | 03:13          |
| 20.            | «Dream Town»                       | 03:12          |
| 21.            | «California Revisited»             | 01:19          |
| 22.            | «All-Clear Signal»                 | 03:26          |
| 23.            | «Acolytes Of The New God»          | 03:17          |
| 24.            | «Desert Wind»                      | 03:18          |
| 01:17:03       |                                    |                |